# NGC 1836
NGC 1836 ist die Bezeichnung eines offenen Sternhaufens im Sternbild Dorado. Das Objekt wurde am 5. September 1826 von James Dunlop entdeckt.